# Paralacydes wintgensi
Paralacydes wintgensi är en fjärilsart som beskrevs av Embrik Strand 1909. Paralacydes wintgensi ingår i släktet Paralacydes och familjen björnspinnare. Inga underarter finns listade i Catalogue of Life.